# Silver Bay (Alaska)
Silver Bay a Alaska, o Gaǥeit', en llengua tlingit, és un fiord d'aigües profundes situat al sud-est de Sitka, a l'estat d'Alaska, als Estats Units, que s'endinsa a l'illa Baranof. El nom de la badia va ser publicat per primera vegada pel capità Tebenkov de la Marina Imperial Russa el 1852.

## Economia
Silver Bay és a l'extrem del Eastern Channel i actualment és el lloc per un possible moll d'aigües profundes per a la ciutat de Sitka al Sawmill Cove Industrial Park. És un punt d'accés per la piscifactoria de Medvejie. Era la base, i proporcionava accés a moltes concessions mineres a principis del segle xx.

## Geologia
Hi desemboquen les aigües del Llac Medvejie, el Blue Lake, el Salmon Lake, el riu Vodopad després de travessar Green Lake, i Camp Lake. Segueix un sistema de falles que transcorre des de Salisbury Sound, a través dels estrets Olga i Neva i fins al Mt. Verstovia.